# Фелес, Шарль Мари де
аббат Шарль Мари Доримон де Фелес (1767—1850) — французский критик, член Французской академии.
Отказ во время революции принести гражданскую присягу и возникшие отсюда преследования вынудили его вернуться в родную семью. Арестованный вместе с 800 другими уклонившимися от присяги, Фелес был водворен в Рошфоре для каторжной работы. Переведенный по смерти Робеспьера в тюремное заключение, Фелес бежал и долго скрывался.
Освобожденный от дальнейших преследований переворотом 18 брюмера, приехал в Париж и в 1801 г. стал сотрудником редакции «Journal des débats», во главе которой стояли братья Бертены, товарищи Фелеса по коллегии. Здесь Фелес выступил с талантливым опровержением сенсуалистической философии XVIII в. Воспитанный в духе классических преданий, Фелес относился отрицательно к литературным новшествам и наравне с Жоффруа мечтал обновить литературу подражанием классикам.
Блестящие фельетоны Фелеса читались нарасхват и вызывали в Париже такие же толки, как бюллетени Великой армии. Когда «Journal des Débats» был приостановлен Наполеоном, Фелес перешел в редакцию «Mercure de France». Людовик XVIII назначил Фелеса инспектором академии. Его критические приговоры в литературных салонах эпохи Первой империи и Реставрации ценились как изречения оракула. По отзыву Сент-Бёва, Фелес замечательно умел почти неуловимой насмешкой, недоговариванием и тонкими намеками нанести удар противнику.
Избранные отрывки из фельетонов Фелеса собраны в «Mélanges de philosophie, d’histoire et de littérature» (Париж, 1828) и «Jugements historiques et littéraires» (Париж, 1840).